# Przedwojów
Przedwojów est une localité polonaise de la gmina et du powiat de Kamienna Góra en voïvodie de Basse-Silésie.

## Histoire
De 1818 à 1945, Reichhennersdorf fait partie de l'arrondissement de Landeshut-en-Silésie dans le district de Liegnitz dans la province de Silésie.